# Кондратенко, Анатолий Борисович
Анато́лий Бори́сович Кондрате́нко (укр. Анатолій Борисович Кондратенко; 6 августа 1928, Смоленск — 19 марта 2003, Калуш, Ивано-Франковская область) — директор Калушского производственного объединения «Хлорвинил» имени 60-летия Великой Октябрьской социалистической революции, Ивано-Франковская область. Герой Социалистического Труда (1981). Депутат Верховного Совета УССР XI—X созывов. Лауреат Государственной премии УССР в области науки и техники (1976).

## Биография
С 1951 по 1961 год — рабочий, инженер Горловского азотно-тукового завода имени Серго Орджоникидзе Сталинской области (сегодня — Концерн Стирол). Окончил Кишинёвский университет. В 1956 году вступил в КПСС.
С 1961 по 1964 год — заместитель главного инженера Горловского азотно-тукового завода.
С 1964 по 1976 год — директор Калушского химико-металлургического комбината в Ивано-Франковске.
С 1976 года — директор Калушского производственного объединения «Хлорвинил» имени 60-летия Великой Октябрьской социалистической революции.
В 1974 году получил Государственную премию Украинской ССР в области техники и науки и в 1981 году — удостоен звания Героя Социалистического Труда.
Избирался депутатом Верховного Совета УССР XI—X созывов.

## Награды
- Герой Социалистического Труда — указом Президиума Верховного Совета СССР от 6 апреля 1981 года;
- Орден Ленина.